# Вербозілля лучне
Вербозілля лучне, вербозілля лучний чай, вербозілля сланке, дубричка плозюща (Lysimachia nummularia) — багаторічна рослина з роду вербозілля родини первоцвітових (Primulaceae).

## Народні назви
Адамове ребро, Барвінок дикий, Перерва, Повій жовтий, Пристрітник, Розхідник.

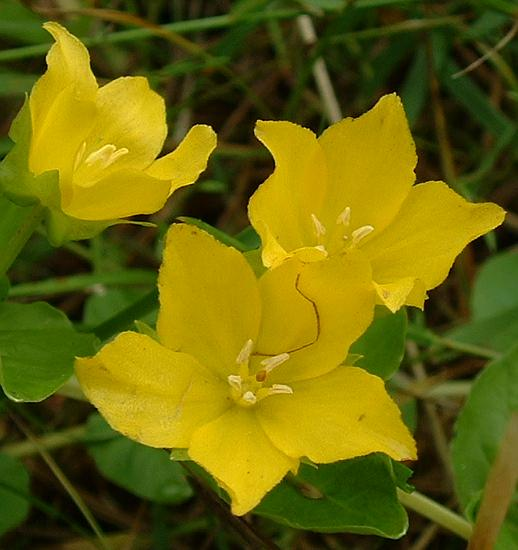
Квітки вербозілля лучного

## Морфологія
Стебло повзуче, що вкорінюється у вузлах, звичайно не гіллясте й голе. Листя на коротких черешках, супротивні, округлояйцеподібні або округло-овальні, тупі або загострені. Квіти розташовані по одному в пазухах середніх листів, досить великі, золотисто-жовті, всередині з бурими залозистими крапками. Плоди — коробочки, які розкриваються стулками. Цвіте у червні — липні. Плоди дозрівають в серпні — вересні.

## Екологія
Росте на луках, по берегах річок, серед чагарників, на сирому ґрунті.

## Розповсюдження
Європейсько-середземноморський вид. Зустрічається в лісових і лісостепових районах, на півночі степових районів. На крайньому півдні степових районів росте тільки в долинах річок, у Криму рідко.

### Області поширення
- Азія
  - Кавказ: Передкавказзя (Росія)
  - Західна Азія: Туреччина
- Європа
  - Східна Європа: Естонія; Латвія; Литва; Молдова; Росія — європейська частина; Україна
  - Середня Європа: Австрія; Чехія; Німеччина; Угорщина; Нідерланди; Польща; Словаччина; Швейцарія
  - Північна Європа: Данія; Ірландія; Об'єднане Королівство
  - Південно-Східна Європа: Албанія; Болгарія; Хорватія; Греція; Італія; Румунія; Сербія; Словенія
  - Південно-Західна Європа: Франція; Іспанія

## Хімічний склад
Рослина містить дубильні речовини, аскорбінову кислоту, сапоніни.

## Використання
У гомеопатії застосовують есенцію з свіжої квітучої рослини. У народній медицині різних країн надземну частину вживали всередину при шигельозі, проносі, судомах, як протицинговий засіб, зовнішньо — як ранозагоювальний, протизапальний, для усунення поганого запаху з рота, при ревматизмі. З листя можна отримати жовту фарбу.